# Romi Van Renterghe
Romi Van Renterghem,(13 de março de 1998 - Bruxelas, Bélgica) é uma modelo e atriz belga.
ficou conhecida após participar do clipe da dupla de DJs suecos Axwell Λ Ingrosso na canção More Than You Know, foi descoberta após um show dos DJs durante o festival Tomorrowland . E no cinema por participar do filme de 2015 Road Duster, dirigido pelo diretor holandês Erik de Bruyn. além de participar do curta Once Upon a Time da belga Annick Christiaens. Romi já apareceu na capa de revistas como Elle, Esquire, Vogue e dentre outras.

## Filmes
| Ano  | Titulo           | Papel                  | referencias |
| ---- | ---------------- | ---------------------- | ----------- |
| 2015 | J. Kessels       | Jonge Brigit / Silleke | [ 3 ]       |
| 2017 | Once Upon a Time | Jovem Moça             | [ 4 ]       |

## Clipes
| Ano  | Titulo                                       | Papel        | referencias |
| ---- | -------------------------------------------- | ------------ | ----------- |
| 2016 | Axwell & Ingrosso: More Than You Know        | protagonista | [ 2 ]       |
| 2018 | Axwell & Ingrosso: How Do You Feel Right Now | protagonista | [ 1 ]       |